# Albert Schweitzer
Ludwig Philipp Albert Schweitzer OM (Kaysersberg, Alsacia, Imperio Alemán, 14 de enero de 1875 – Lambaréné, Moyen-Ogooué, Gabón, 4 de septiembre de 1965) fue un médico, filósofo, teólogo y músico franco-alemán, con ciudadanía inicialmente alemana y después francesa (tras la incorporación de Alsacia a la República francesa), misionero médico en África y Premio Nobel de la Paz en 1952, también conocido por su vida interpretativa de Jesús y su profundo conocimiento de los textos bíblicos.
Schweitzer,  desafió tanto la visión secular de Jesús representado por la metodología histórico-crítica de su época en ciertos círculos académicos, así como la visión tradicional cristiana. Él presentaba a Jesús como alguien que, literalmente, creía que el fin del mundo estaba llegando en su propia vida y se creía a sí mismo como un salvador.

## Biografía
Schweitzer nació el 14 de enero de 1875 en Kaysersberg, provincia de Alsacia y Lorena, en ese entonces parte del Imperio Alemán, hoy de Francia; más tarde se convirtió en ciudadano de Francia después de la Primera Guerra Mundial, cuando Alsacia se convirtió nuevamente en territorio francés. Era hijo de Adèle (de soltera Schillinger) y Louis Théophile Schweitzer.  Pasó su infancia en Gunsbach, también en Alsacia, donde su padre, el pastor luterano-evangélico local de la EPCAAL, le enseñó a tocar música.  El pequeño pueblo se convertiría en el hogar de la Association Internationale Albert Schweitzer (AIAS). La iglesia parroquial medieval de Gunsbach era compartida por las congregaciones protestante y católica, que celebraban sus oraciones en diferentes áreas a diferentes horas los domingos. Este compromiso surgió después de la Reforma protestante y la guerra de los Treinta Años. Schweitzer, el hijo del pastor, creció en este ambiente excepcional de tolerancia religiosa y desarrolló la creencia de que el verdadero cristianismo siempre debe trabajar hacia la unidad de fe y propósito.
Schweitzer aprendió el alemán en su primera lengua, el dialecto alsaciano. En 1893 recibió el bachillerato en el instituto de Mulhouse. Estudió órgano en Mulhouse entre 1885 y 1893 con Eugène Munch, organista de la catedral protestante, que inspiró a Schweitzer con su entusiasmo por la música del compositor alemán Richard Wagner.  En 1893, tocó para el organista francés Charles-Marie Widor (en Saint-Sulpice, París), para quien la música para órgano de Johann Sebastian Bach contenía un sentido místico de lo eterno. Widor, profundamente impresionado, aceptó enseñar a Schweitzer sin cobrar nada, y así comenzó una gran e influyente amistad. A su vez se interiorizó en lo que respecta a la construcción de órganos y abogó por conservar los instrumentos más antiguos.
En 1893, Schweitzer estudió teología protestante en la Universidad Kaiser Wilhelm de Estrasburgo. Allí también recibió instrucción en piano y contrapunto del profesor Gustav Jacobsthal, y mantuvo una estrecha relación con Ernest Munch, hermano de su antiguo maestro, organista de la iglesia de San Guillermo, que también era un apasionado admirador de la música de J. S. Bach. Schweitzer cumplió su servicio militar obligatorio de un año en 1894. Vio muchas óperas de Richard Wagner en Estrasburgo (bajo la dirección de Otto Lohse) y en 1896 se las arregló para visitar el Festival de Bayreuth para ver El anillo del nibelungo y Parsifal de Wagner , ambas obras que le impresionaron. En 1898, regresó a París para escribir una tesis doctoral sobre La filosofía religiosa de Kant en la Sorbona y para estudiar en serio con Widor. Aquí se reunió a menudo con el anciano Aristide Cavaillé-Coll. También estudió piano en esa época con Marie Jaëll.  En 1899, Schweitzer pasó el semestre de verano en la Universidad de Berlín y finalmente obtuvo su título de teología en la Universidad de Estrasburgo.  Publicó su tesis doctoral en la Universidad de Tubinga en 1899.
En 1905, Schweitzer comenzó sus estudios de medicina en la Universidad de Estrasburgo, culminando con el título de médico en 1913.
El poner en práctica en su propia vida su filosofía de «Reverencia por la vida» fue lo que le valió el Premio Nobel y el reconocimiento mundial; una actitud que expresó de muchas formas, siendo la más famosa el haber fundado y mantenido el Hospital Albert Schweitzer en Lambaréné, ahora Gabón, al oeste de África central, en aquel tiempo todavía África Ecuatorial Francesa.
Era tío del filósofo y escritor francés Jean-Paul Sartre.

## Teólogo
En 1899, Schweitzer fue nombrado diácono de la iglesia de San Nicolás en Estrasburgo. En 1900, al terminar su licenciatura en teología, fue ordenado vicario y ese mismo año presenció la representación de la Pasión de Cristo en Oberammergau. Al año siguiente, fue nombrado director provisional de la Escuela Superior de Teología de Santo Tomás, de la que acababa de graduarse, y en 1903 su nombramiento pasó a ser permanente.
Como joven teólogo protestante, su primer trabajo importante, por el cual ganó una gran reputación, fue la obra En búsqueda del Jesús histórico (1906) en la que mostraba a Jesucristo con la pasión de sus propias convicciones respecto a la vida de Jesús. Manifestó así su ruptura con el liberalismo teológico que había imperado en Alemania a lo largo del siglo XIX al hacer de Jesús un profeta convencido de la realidad de un Reino de Dios que estaba a las puertas. Sostenía que Jesús esperaba que el Reino llegara literalmente en un tiempo breve; que se consideraba como el mensajero de este Reino; que estructuró su actividad para hacer que viniera lo antes posible, pero que al no llegar en el tiempo esperado asumió sobre sí los sufrimientos que él creía exigidos por el Reino con el deseo de forzar su aparición. Opinaba que Jesús permaneció firmemente anclado en el judaísmo de su tiempo, dominado por un «dogma escatológico» que era totalmente judío; se distinguió de sus contemporáneos no por su teología e ideas sobre Dios, sino solamente por la concepción que tenía de su propia función dentro de ese esquema común. Estableció su reputación como erudito del Nuevo Testamento mediante otros estudios teológicos, como La valoración psiquiátrica de Jesús: presentación y crítica (1913, tesis doctoral en la que critica el cuestionamiento entonces de moda de la salud mental de Jesús) y El misticismo de Pablo Apóstol (1930). En estos estudios Schweitzer examinó la creencia escatológica de san Pablo y de su mensaje en el Nuevo Testamento. Se considera a Albert Schweitzer como fundador de la escatología realizada.

## Música
Fue un famoso organista en su tiempo, con fama en gran parte de Europa. A sus conciertos asistía una importante cantidad de espectadores. La recaudación monetaria de sus conciertos de órgano la destinaba exclusivamente para montar su hospital en África. En España, tras haber interpretado el instrumento en un lugar atestado de gente, el rey Alfonso XIII de España pidió una entrevista con él, en donde surgió el siguiente diálogo:

Rey: «¿Es muy difícil tocar el órgano?».
Schweitzer: «Algo así, tan difícil como gobernar España».
 Rey: «Es usted un hombre valiente».

Siempre mantuvo un gran interés en la música de Johann Sebastian Bach. Desarrolló un estilo de interpretación simple que, según su parecer, era más cercano a lo que Bach había querido componer. Basaba su interpretación principalmente en una nueva valoración de las intenciones religiosas en la obra de Bach. En su libro Johann Sebastian Bach, cuya última versión terminó en 1908, abogaba por este nuevo estilo, que ha tenido gran influencia en la manera en la que la música de Bach se está tratando en la actualidad. Su monografía sobre el músico del barroco provocó un nuevo culto hacia el mismo en Alemania.
También fue un constructor de órganos famoso, abogó por mantener, conservar y restaurar los antiguos instrumentos, y se opuso fervientemente a los órganos nuevos manufacturados industrialmente, argumentando que su sonido no era igual de armonioso.
Sus grabaciones en las que interpreta la música de Bach están disponibles en Compact Disc. En el año de 1995 Hughes de Courson y Pierre Akendengué editaron el álbum Lambarene - Bach to Africa, en donde fusionan obras de Bach con música étnica del Gabón como un homenaje a Schweitzer.

## Filosofía

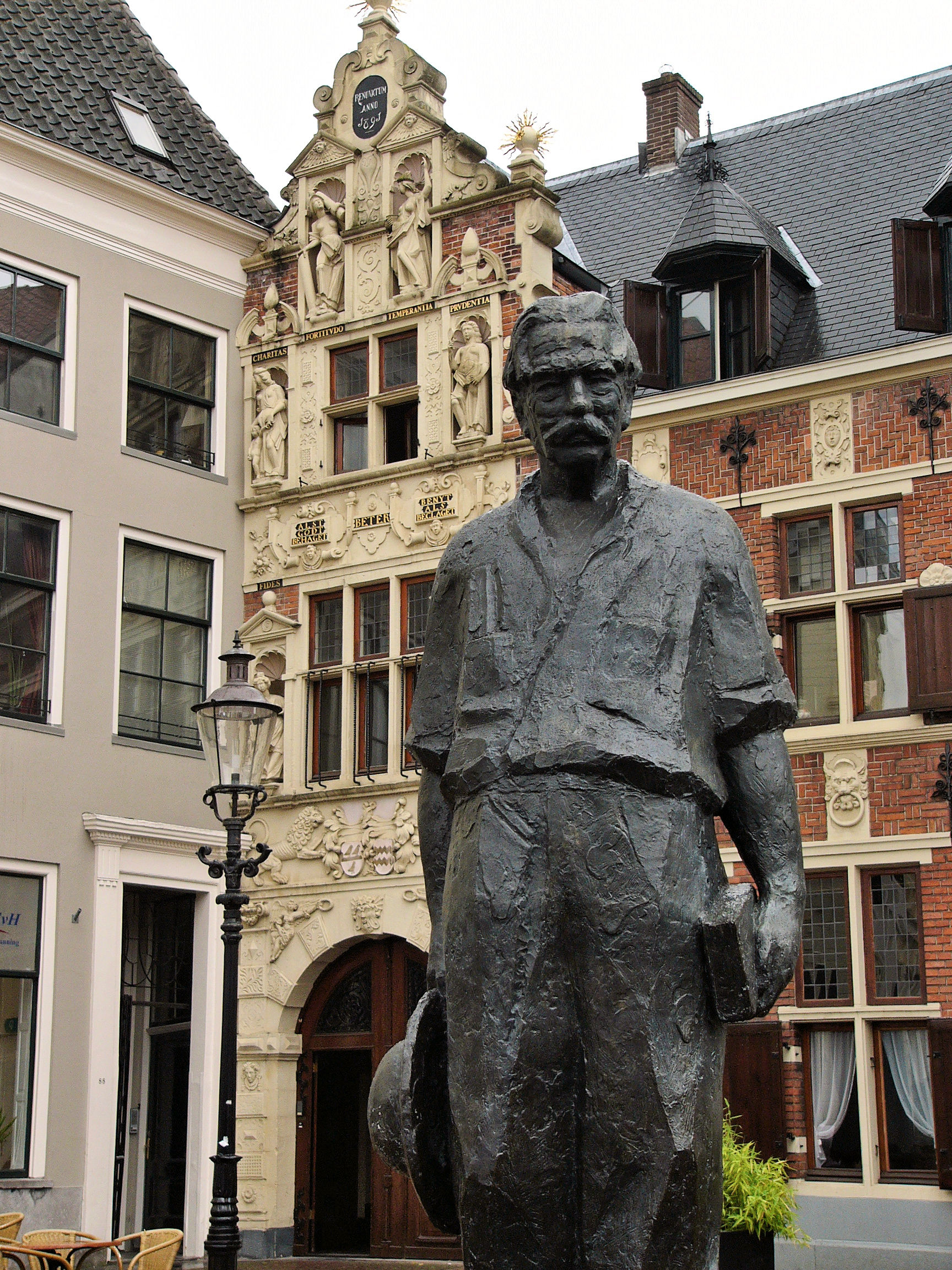
Estatua de Schweitzer en Deventer.

La visión del mundo de Schweitzer estaba basada en su idea de la Reverencia por la vida, que él creyó fue su mayor y más simple contribución a la humanidad. Veía una decadencia en la civilización occidental, debido a un paulatino abandono de las raíces éticas: las de la afirmación de la vida.
Su convicción más firme era que el respeto por la vida es el principio más alto. En un modo similar a la exaltación de la vida en Friedrich Nietzsche. Schweitzer siguió la misma línea de pensamiento que la del ruso León Tolstói. En su época, algunos compararon su filosofía con la de san Francisco de Asís, comparación que él no rechazó.
La filosofía verdadera debe empezar con el hecho más inmediato y más comprensivo del sentido: 'soy ser vivo y deseo vivir, en medio de seres vivos que desean vivir'. La vida y el amor en su opinión están basados y siguen el mismo principio: respeto por cada manifestación de la vida y una relación personal y espiritual hacia el universo.
La ética, según Schweitzer, consiste en la obligación de demostrar que la voluntad de vivir de uno mismo y la de cada ser tienen la misma reverencia de lo que es propio. En las circunstancias donde no podamos satisfacer esta obligación, no debemos caer en el derrotismo, puesto que la voluntad de vivir se renueva una y otra vez, como resultado de una necesidad evolutiva y de un fenómeno con dimensión espiritual.
Sin embargo, como Schweitzer mismo precisó, no es imposible ni difícil pasar una vida sin seguir este principio: la historia de las filosofías y de las religiones del mundo demuestra claramente muchos casos de la negación del principio de la reverencia por la vida. Señalaba a la filosofía que prevaleció en la Edad Media en Europa y a la filosofía india del brahmanismo. Sin embargo, este tipo de actitud carece de autenticidad.
Durante toda su vida, Schweitzer abogó por el concepto de la reverencia por la existencia. La Ilustración disminuyó y se corrompió, sostenía Schweitzer, porque no fue un pozo lo bastante profundo para el pensamiento, aunque se viera obligado a seguir la ética por la vida. Por lo tanto, él miraba por un futuro renovado y un nuevo Renacimiento e Ilustración más profundos de la humanidad (opinión que él expresó en el epílogo de su obra Out of My Life and Thought). Albert Schweitzer alimentó la esperanza en una humanidad más profundamente consciente de su posición en el universo. Su optimismo se basaba en la «creencia en la verdad». «El espíritu generado por la concepción de la verdad es mayor que la fuerza de las circunstancias.» Acentuó persistentemente la necesidad de pensar, más que en la simple actuación de seguir los propios impulsos o las opiniones más extendidas.
Nunca por un momento dejamos de lado nuestra desconfianza de los ideales establecidos por la sociedad y de las convicciones que son guardadas por ella. Sabemos siempre que la sociedad está llena de locura y que nos engañará en lo que respecta a la consideración del significado de la humanidad [...] la humanidad significa consideración por la existencia y por la felicidad de cada uno de los seres humanos.
El respeto por la vida, como resultado de la contemplación en la propia voluntad consciente de vivir, conduce al individuo a vivir al servicio de la gente y de cada criatura viva.
Schweitzer fue muy respetado por poner en práctica estas teorías en su propia vida, incluyendo el vegetarianismo como práctica del respeto a todos los seres sintientes: «Mi punto de vista es que todos aquellos que estamos a favor de los animales, dejemos totalmente el consumo de carne, y también hablemos en contra de él. De esta manera puede llamarse la atención sobre el problema que ha sido planteado tan tarde».

## Medicina

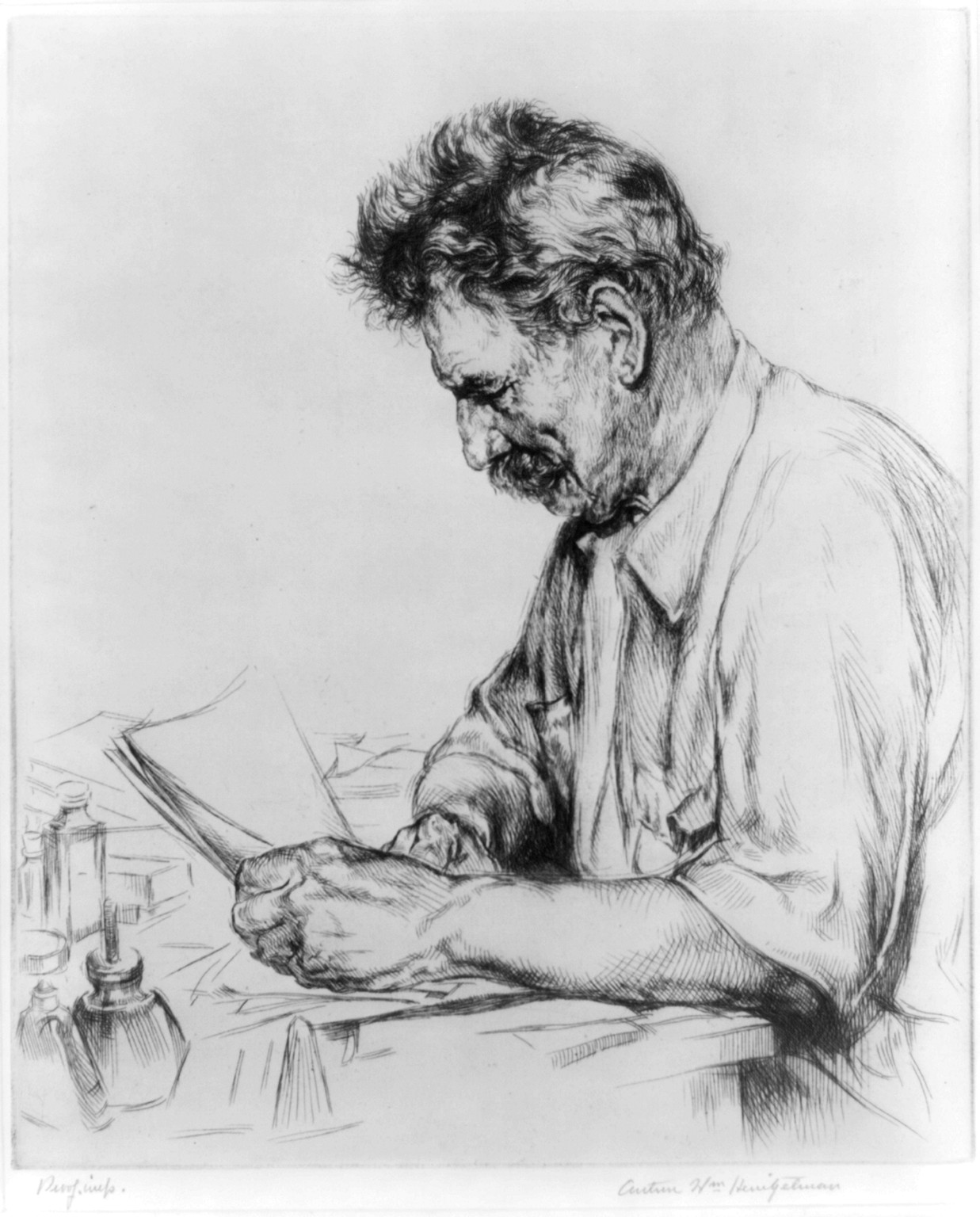
Dibujo de Albert Schweitzer realizado por Arthur William Heintzelman.

Pasó la mayor parte de su vida en Lambaréné (África Ecuatorial Francesa), ubicada actualmente en la francófona República de Gabón (África central). Tras finalizar sus estudios en medicina en 1913, se trasladó a ese país con su esposa, en donde estableció un hospital cerca de una misión ya existente. Allí trató y atendió literalmente a millares de pacientes. Tomó a su cargo el cuidado de centenares de leprosos y trató a muchas víctimas del mal africano enfermedad del sueño.
En 1914 comienza la Primera Guerra Mundial y, como ciudadanos de origen alemán en territorio francés, Schweitzer y su esposa fueron detenidos brevemente y confinados temporalmente a su casa. En 1917 los internaron en Garaison, Francia, y en 1918 en la localidad de Saint-Rémy-de-Provence. Allí estudió y escribió tanto como le fue posible en la preparación, entre otros, de su famoso libro Culture and Ethics (publicado en 1923). En julio de 1918 se le concedió la libertad, y mientras trabajaba como auxiliar médico y ayudante de vicario en Estrasburgo, pudo acabar su libro. Con el tiempo, comenzó a dar conferencias sobre sus ideas, dondequiera que lo invitaran. No solo deseaba que su filosofía de la cultura y la ética se conocieran ampliamente; también le servía como medio para recaudar fondos para la fundación de un hospital en Lambaréné, para el cual no dudó en vaciar sus propios bolsillos.
En 1924 volvió a Lambaréné, donde dirigió la reconstrucción de su viejo hospital, después de lo cual reanudó sus prácticas médicas. Pronto dejó de ser el único doctor del hospital, y siempre que le fue posible viajó a Europa para dar conferencias en distintas universidades. Poco a poco sus opiniones y conceptos fueron ganando reconocimiento, no solamente en Europa, sino en todo el mundo.

## Cronología
- 1893 — Estudió filosofía y teología en las universidades de Estrasburgo, Berlín y París.
- 1900 — Vicario de la iglesia de San Nicolás de Estrasburgo.
- 1901 — Encargado del seminario de teología en Estrasburgo.
- 1905–1913 — Estudió medicina y cirugía.
- 1913 — Médico en Lambaréné, África.
- 1915 — Desarrolla su ética Reverence for life (Reverencia por la vida).
- 1917 — Es internado en Francia.
- 1918 — Médico auxiliar y asistente de vicario en Estrasburgo.
- 1919 — Primera conferencia importante sobre la Reverencia por la vida en la Universidad de Upsala, Suecia.
- 1924 — Regreso a Lambaréné como médico; frecuentes viajes a Europa para dar conferencias.
- 1928 — Premio Goethe
- 1939–1948 — Estancia en Lambaréné.
- 1949 — Visita EE. UU.
- 1948–1965 — Viajes entre Lambaréné y Europa.
- 1953 — Premio Nobel de la Paz de 1952.
- 1957–1958 — Cuatro conferencias en contra del armamento y las pruebas nucleares.

## Eponimia
El asteroide (7698) Schweitzer fue nombrado así en su honor.